# József Merényi
József Merényi (* 19. April 1928 in Rákospalota, Komitat Pest-Pilis-Solt-Kiskun; † 28. Januar 2018) war ein ungarischer Eisschnellläufer.

## Werdegang
Merényi, der für den BHSE aus Budapest startete, nahm von 1949 bis 1961 an internationalen Wettbewerben teil und lief dabei bei der Mehrkampfeuropameisterschaft 1949 in Davos auf den 17. Platz im Großen Vierkampf. In der Saison 1949/50 kam er bei der Mehrkampfeuropameisterschaft 1950 in Helsinki auf den 11. Platz und bei der Mehrkampfweltmeisterschaft 1950 in Eskilstuna auf den 20. Rang im Großen Vierkampf. Nach Platz 20 im Großen Vierkampf bei der Mehrkampfeuropameisterschaft 1952 in Östersund zu Beginn der Saison 1951/52, belegte er in Oslo bei seiner einzigen Teilnahme an Olympischen Winterspielen den 32. Platz über 500 m, den 26. Rang über 5000 m, den 21. Platz über 1500 m sowie den 17. Rang über 10.000 m und bei der folgenden Mehrkampfweltmeisterschaft 1952 in Hamar den 22. Platz im Großen Vierkampf. In den folgenden Jahren erreichte er bei der Mehrkampfeuropameisterschaft 1953 in Hamar den 18. Platz, bei der Mehrkampfweltmeisterschaft 1953 in Helsinki den 24. Rang und bei der Mehrkampfweltmeisterschaft 1957 in Östersund den 37. Platz im Großen Vierkampf. Bei ungarischen Meisterschaften siegte er in den Jahren 1950, 1951, 1952, 1953, 1955 und 1956 im Mehrkampf. Nach seiner Karriere war er beim Budapest MTK als Trainer tätig.

## Erfolge

### Olympische Spiele
- 1952 Oslo: 17. Platz 10.000 m, 21. Platz 1500 m, 26. Platz 5000 m, 32. Platz 500 m

### Mehrkampf-Weltmeisterschaften
- 1949 Oslo: 24. Platz Großer Vierkampf
- 1950 Eskilstuna: 20. Platz Großer Vierkampf
- 1952 Hamar: 22. Platz Großer Vierkampf
- 1953 Helsinki: 24. Platz Großer Vierkampf
- 1957 Östersund: 37. Platz Großer Vierkampf

### Mehrkampf-Europameisterschaften
- 1949 Davos: 17. Platz Großer Vierkampf
- 1950 Helsinki: 11. Platz Großer Vierkampf
- 1952 Östersund: 20. Platz Großer Vierkampf
- 1953 Hamar: 18. Platz Großer Vierkampf

## Persönliche Bestleistungen
| Disziplin | Zeit        | Datum            | Ort      |
| --------- | ----------- | ---------------- | -------- |
| 500 m     | 45,1 s      | 19. Februar 1956 | Zakopane |
| 1000 m    | 1:30,4 min  | 12. Januar 1955  | Almaty   |
| 1500 m    | 2:19,9 min  | 19. Februar 1956 | Zakopane |
| 3000 m    | 4:58,0 min  | 12. Januar 1955  | Almaty   |
| 5000 m    | 8:32,5 min  | 22. Januar 1955  | Almaty   |
| 10.000 m  | 17:41,9 min | 10. Januar 1955  | Almaty   |